# Persone di cognome Berry
| Questa pagina contiene informazioni ricavate automaticamente dalle voci biografiche con l'ausilio del template Bio e di un bot. L'aggiornamento è periodico e automatico e ricostruisce completamente la pagina. Se manca una persona in questa lista, sei pregato di non aggiungerla, ma accertati piuttosto che la sua voce biografica contenga il template Bio e che i dati anagrafici siano correttamente compilati. Se il template Bio manca, inseriscilo tu stesso o, in alternativa, metti l'avviso {{tmp\|Bio}} che ne segnala la mancanza. Se i dati riportati sono sbagliati, correggi direttamente la voce biografica; le modifiche saranno visibili in questa lista entro pochi giorni. Per chiarimenti vedi il progetto antroponimi. La lista contiene solo le 54 persone che sono citate nell'enciclopedia e per le quali è stato implementato correttamente il template Bio. Pagina aggiornata al 7 ago 2025. |

Questa è una lista di persone presenti nell'enciclopedia che hanno il cognome Berry, suddivise per attività principale.

## Allenatori di calcio(1)
- Georges Berry, allenatore di calcio e calciatore inglese (Hackney, n. 1904 - Manor Park, † 1972)

## Attori(7)
- David Berry, attore australiano (Toronto, n. 1984)
- Glen Berry, attore britannico (Romford, n. 1978)
- Jules Berry, attore francese (Poitiers, n. 1883 - Parigi, † 1951)
- Ken Berry, attore statunitense (Moline, n. 1933 - Burbank, † 2018)
- Matt Berry, attore e musicista britannico (Bromham, n. 1974)
- Richard Berry, attore, regista e sceneggiatore francese (Parigi, n. 1950)
- Taye Diggs, attore e cantante statunitense (Newark, n. 1971)

## Attrici(4)
- Audrey Berry, attrice statunitense (Massachusetts, n. 1906 - Vero Beach, † 1996)
- Halle Berry, attrice e modella statunitense (Cleveland, n. 1966)
- Lisa Berry, attrice canadese (Richmond Hill, n. 1979)
- Marilou Berry, attrice, regista e sceneggiatrice francese (Parigi, n. 1983)

## Avvocati(1)
- Steve Berry, avvocato e scrittore statunitense (n. 1955)

## Bassi-baritoni(1)
- Walter Berry, basso-baritono austriaco (Vienna, n. 1929 - Vienna, † 2000)

## Batteristi(1)
- Bill Berry, batterista statunitense (Duluth, n. 1958)

## Calciatori(9)
- Arthur Berry, calciatore inglese (Liverpool, n. 1888 - Liverpool, † 1953)
- Austin Berry, ex calciatore costaricano (Limón, n. 1971)
- George Berry, ex calciatore gallese (Bad Zwischenahn, n. 1957)
- Austin Berry, ex calciatore statunitense (Cincinnati, n. 1988)
- Johnny Berry, calciatore inglese (Aldershot, n. 1926 - Farnham, † 1994)
- Luke Berry, calciatore inglese (Bassingbourn, n. 1992)
- Miguel Berry, calciatore spagnolo (Barcellona, n. 1997)
- Phillip Berry, ex calciatore britannico (n. 1982)
- Steve Berry, ex calciatore inglese (Liverpool, n. 1963)

## Cantanti(2)
- Robert Berry, cantante, polistrumentista e produttore discografico statunitense (San Jose, n. 1950)
- Solange Berry, cantante belga (Charleroi, n. 1932 - La Baule-Escoublac, † 2018)

## Cantautori(2)
- Chuck Berry, cantautore, chitarrista e ballerino statunitense (Saint Louis, n. 1926 - Wentzville, † 2017)
- Richard Berry, cantautore statunitense (Extension, n. 1935 - Inglewood, † 1997)

## Cestiste(1)
- Shanda Berry, ex cestista statunitense (n. 1967)

## Cestisti(5)
- Bill Berry, ex cestista e allenatore di pallacanestro statunitense (Winnemucca, n. 1942)
- Curtis Berry, ex cestista e allenatore di pallacanestro statunitense (Selma, n. 1959)
- Davion Berry, ex cestista statunitense (Oakland, n. 1991)
- Ricky Berry, cestista statunitense (Lansing, n. 1964 - Fair Oaks, † 1989)
- Walter Berry, ex cestista statunitense (New York, n. 1964)

## Cuoche(1)
- Mary Berry, cuoca, scrittrice e conduttrice televisiva inglese (Bath, n. 1935)

## Fisici(1)
- Michael Berry, fisico e matematico britannico (Surrey, n. 1941)

## Giocatori di football americano(3)
- Connie Berry, giocatore di football americano e cestista statunitense (Spartanburg, n. 1915 - Fayetteville, † 1980)
- Eric Berry, giocatore di football americano statunitense (Fairburn, n. 1988)
- Raymond Berry, ex giocatore di football americano e allenatore di football americano statunitense (Corpus Christi, n. 1933)

## Illusionisti(1)
- Marco Berry, illusionista e comico italiano (Torino, n. 1963)

## Imprenditori(1)
- Edward Elhanan Berry, imprenditore e diplomatico britannico (Kingston, n. 1861 - Roma, † 1931)

## Martelliste(1)
- Gwen Berry, martellista statunitense (Saint Louis, n. 1989)

## Modelle(1)
- Gillain Berry, modella olandese (Giamaica, n. 1986)

## Nuotatori(1)
- Kevin Berry, nuotatore australiano (Sydney, n. 1945 - Sydney, † 2006)

## Poetesse(1)
- Liz Berry, poetessa britannica (Midlands Occidentali, n. 1980)

## Politiche(1)
- Siân Berry, politica britannica (Cheltenham, n. 1974)

## Registi(1)
- John Berry, regista, sceneggiatore e attore statunitense (New York, n. 1917 - Parigi, † 1999)

## Religiosi(1)
- Charles Albert Berry, religioso britannico (Bradshawgate, n. 1852 - Bilston, † 1899)

## Rugbisti a 15(1)
- Nic Berry, ex rugbista a 15 e arbitro di rugby a 15 australiano (Brisbane, n. 1984)

## Scrittori(2)
- André Berry, scrittore francese (Bordeaux, n. 1902 - Parigi, † 1986)
- Wendell Berry, scrittore, poeta e ambientalista statunitense (Henry County, n. 1934)

## Scrittrici(1)
- Mary Berry, scrittrice inglese (North Yorkshire, n. 1763 - † 1852)

## Velocisti(1)
- Michael Berry, velocista statunitense (Seattle, n. 1991)

## Zoologi(1)
- Samuel Stillman Berry, zoologo statunitense (Unity, n. 1887 - Winnecock Ranch, † 1984)